# Cheilinus roseus
 Cheilinus roseus és una espècie de peix de la família dels làbrids i de l'ordre dels perciformes.

## Morfologia
Els mascles poden assolir els 40 cm de longitud total.

## Distribució geogràfica
Es troba des del Mar Roig i l'Àfrica oriental fins a les Illes Marshall i Samoa.